# Стерлінг Ятеке
Стерлінг Ятеке (фр. Sterling Yateke, нар. 12 червня 1999, Бангі) — центральноафриканський футболіст, що грає на позиції нападника в данському клубі «Гельсінгер».

## Клубна кар'єра
Стерлінг Ятеке народився у столиці країни Бангі. Розпочав виступи на футбольних полях у місцевому клубі «Реал Комбоні», у 2017 році перебрався до камерунського клубу «Янг Спорт Академі». За рік Ятеке перебрався до Європи, де став гравцем фінського клубу Вейккаусліги ТПС. У 2019 році центральноафриканський форвард перейшов до австрійського клубу «Аустрія» з Відня. У 2020 році Стерлінг Ятеке на правах оренди перейшов до хорватського клубу «Рієка». Після повернення з оренди Ятеке грав переважно за другу команду віденського клубу, а з початку 2022 року став гравцем данського клубу «Гельсінгер» на правах постійного контракту.